# Andrea Barzagli
Andrea Barzagli (Fiesole, 8. svibnja 1981.), je bivši talijanski nogometaš i reprezentativac. Talijanski nogometni izbornik objavio je u svibnju 2016. godine popis za nastup na Europskom prvenstvu u Francuskoj, na kojem se nalazi Barzagli.

## Trofeji
- Europsko prvenstvo U 21:

Zlato: 2004.
- Olimpijske igre::

Bronca: 2004.
- Svjetsko prvenstvo u nogometu:

Zlato: 2006.
Wolfsburg
- Bundesliga:

2008./09.
Juventus
- Serie A: 1

2011./12., 2012./13.
- Talijanski Superkup: 1

2012.

## Vanjske poveznice
- Profil na Transfermarktu
- [neaktivna poveznica]